# NGC 2321
NGC 2321 في الفهرس العام الجديد، هي مجرة، تقع في كوكبة الوشق. اكتشفت في 18 ديسمبر 1849 بواسطة ويليام بارسونز.

## روابط خارجية
- NGC 2321 على موقع ويكي سكاي: DSS2, SDSS, GALEX, IRAS, Hydrogen α, X-Ray, Astrophoto, Sky Map, Articles and images